# Salvethymus svetovidovi
Salvethymus svetovidovi – gatunek słodkowodnej ryby z rodziny łososiowatych (Salmonidae), jedyny przedstawiciel rodzaju Salvethymus.

## Występowanie
Gatunek endemiczny jeziora Elgygytgyn (Czukotka).

## Opis
Gatunek słabo poznany, odkryty w 1990. Bytuje w głębokich wodach, nad dnem.